# 錢萬逵
錢萬逵為中國清朝武官官員，本籍福建。行伍出身的錢萬逵於1804年（嘉慶9年）奉旨接替詹勝，前往台灣擔任台灣水師協副將。而隸屬台灣鎮之下的此官職是台灣清治時期的這階段，全台灣海防軍事層級的最高武將，其統帥三標水營，數千名水師兵勇。是年，因為辦事不力遭降為兵丁，並奉旨告老歸里。
| 前任： 詹勝 | 台灣水師協副將 1804年上任 | 繼任： 敏祿 |